# Camptosema coriaceum
Camptosema coriaceum är en ärtväxtart som beskrevs av George Bentham. Camptosema coriaceum ingår i släktet Camptosema och familjen ärtväxter. Inga underarter finns listade i Catalogue of Life.